# In praeclara summorum

Wappen Benedikts XV.

Mit der Enzyklika In praeclara summorum vom 30. April 1921 widmet sich Papst Benedikt XV. dem 600. Todestages des italienischen Dichters und Philosophen Dante Alighieri  († 14. September 1321). Er wendet sich ausnahmslos an die Professoren, an die Studenten für Literatur und an alle Lernenden der katholischen Welt.

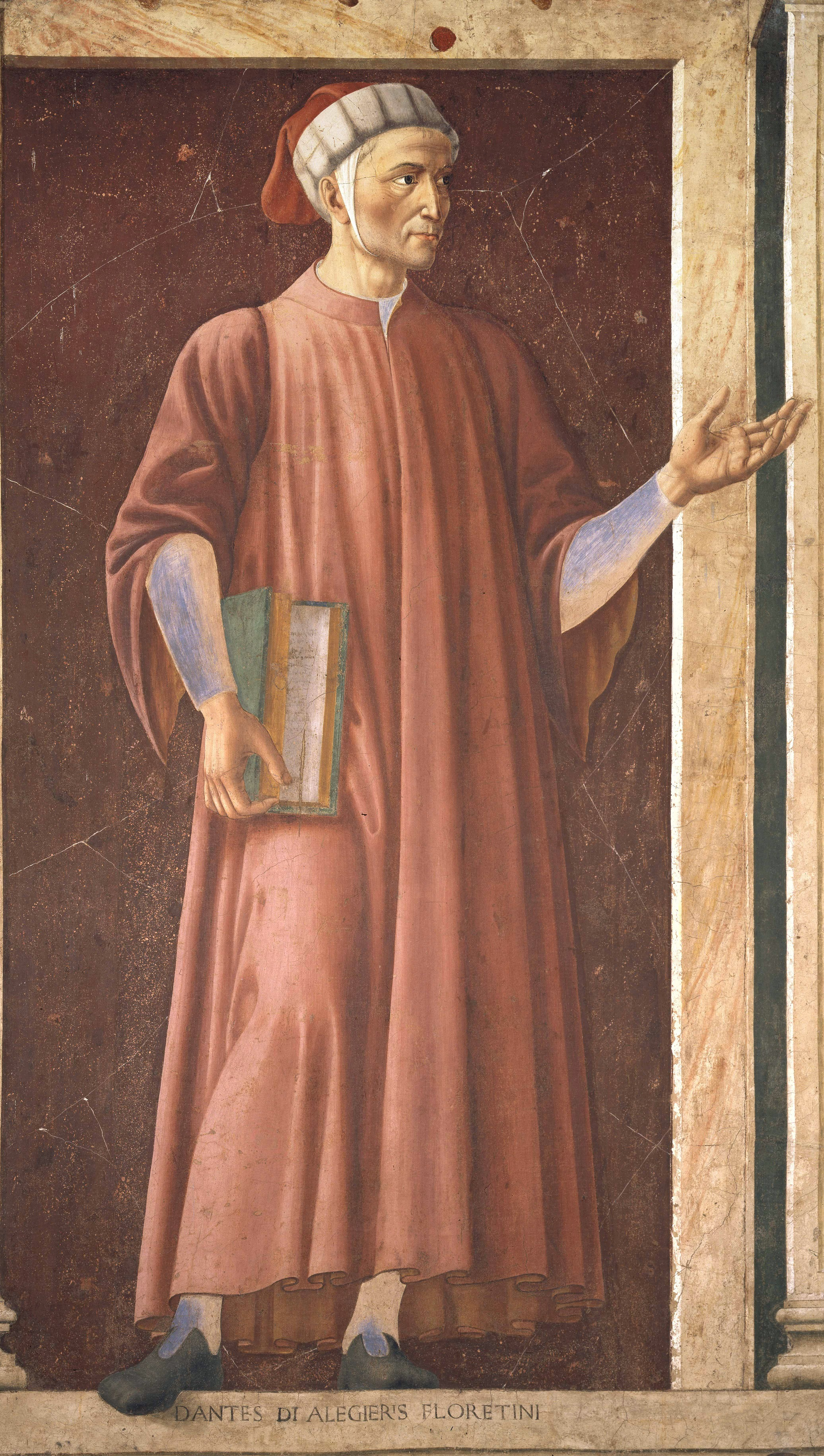
Dante Algieri in einer Freskenserie (circa 1450)

## Dante und die katholische Religion
Papst Benedikt XV. bezeichnet Dante als einen göttlichen Dichter, der während seines Lebens die katholische Religion erklärt habe. Dante habe in einem Zeitalter gelebt, in dem das philosophische und theologische Denken in die Ausbildung übernommen wurde, das unterstreiche auch, dass Dante als Schüler die Lehren des Heiligen Thomas von Aquin übernommen habe. Von ihm habe Dante sein ganzes philosophisches und theologisches Wissen erhalten, gleichzeitig habe er aber auch die Lehren der anderen großen Kirchenlehrer studiert. Hiernach beschreibt der Papst einige herausragende Werke des Dichters und stellt sie „als die Wahrheit in der Glaubenslehre“ dar, weiterführend nennt er sie „in der Tat als ausgezeichnete kluge Grundregel für die damalige und heutige Zeit“. Abschließend wandte sich der Papst an die Lehrenden und Studierenden in der katholischen Welt und forderte sie auf, die Gedichte und Gesänge des Dante zu erlernen, denn dadurch würden sie einen hohen Gewinn für ihre Studien erlangen und sich dem katholischen Glauben stärker hingeben.

## Textausgaben
- ACTA BENEDICTI PP XV: EPISTOLA ENCYCLICA ... SAECULO SEXTO EXEUNTE AB OBITU DANTIS AL1GHERII. BENEDICTUS PP. XV ... »In praeclara summorum«. In: Acta Apostolicae Sedis XIII. Jg. (1921), S. 209–217. [amtlicher lateinischer Text]
- Rundschreiben Unseres Heiligsten Vaters Benedikt XV., durch göttliche Vorsehung Papst, zum 600. Todestag von Dante Alighieri (30. April 1921: "In praeclara summorum copia"); Sanctissimi domini nostri Benedicti divina providentia papae XV, epistola encyclica saeculo sexto exeunte ab obitu Dantis Alighierii. Herder & Co., Freiburg im Breisgau 1921. [Deutsch-Lateinische Ausgabe]